# جراد البحر الشائك الرأس الأخضر
جراد البحر الشائك الرأس الأخضر (الاسم العلمي: Palinurus charlestoni)، نوع من جراد البحر الشائك الذي يتوطن في مياه الرأس الأخضر. يصل طوله إلى 50 سم (20 بوصة) ويمكن تمييزه عن الأنواع الأطلسية الأخرى في جنسه بنمط العصابات الأفقية على ساقيه. اكتشفهُ صيادون فرنسيون في عام 1963، وكان أصطياده على نطاق ضيق منذ ذلك الحين. يُعتقد أنه تم الإفراط في استغلاله، وهو مُدرج على أنهُ «قريب من التهديد» في القائمة الحمراء لـ الاتحاد الدولي لحفظ الطبيعة.